# Fairey Fantôme
Le Fairey Fantôme ou Féroce est un avion de chasse biplan construit à seulement 4 exemplaires. 3 exemplaires furent construits en Belgique à Gosselies, par Avions Fairey, filiale belge du constructeur britannique Fairey Aviation Company. L'URSS en acheta 2.

## Fuselage
Le fuselage du Fantôme est entoilé et sa structure est faite de tubes en acier. Les ailes sont construites autour de longerons en alliage d'aluminium. Le plan supérieur était doté d'ailerons. L'empennage est fabriqué comme les ailes et il est relié à la carlingue par des bandes d'acier. Les gouvernes de profondeur étaient équipées de compensateurs réglables en vol. Les roues du train d'atterrissage étaient carénées, équipés de freins pneumatiques et d'amortisseurs oléo-pneumatiques.

## Armement
Ce chasseur était armé d'un canon Oerlikon de 20 mm entre les deux rangées de cylindres du moteur. De plus, 4 mitrailleuses de 7,69 mm étaient placées dans le capot moteur et dans les ailes inférieures. Ce système était pneumatique. Enfin, ce chasseur pouvait être équipé de 4 bombes de 10 kg.

## Accident et fin du programme
Le Fantôme immatriculé G-ADIF s'écrasa le 18 juillet 1935 à Bruxelles lors d'un concours aéronautique. Le pilote voulut effectuer un piqué à haute vitesse et basse altitude mais il ne parvint pas à redresser l'appareil et s'écrasa. Comme d'autres avions de l'époque, le Fantôme est victime des progrès extrêmement rapides de l'aéronautique. Pendant les deux années qu'on duré son développement sont apparus des chasseurs monoplan, entièrement métalliques, à train rentrant et cockpit fermé : le Supermarine Spitfire et le Messerschmitt Bf 109 notamment. Ces appareils réécrivent ce que doit être un chasseur, et le Fantôme apparait brusquement comme un avion d'une conception dépassée. Aucune production de série n'est entreprise.